# 상식 (드라마)
《상식 : 황제의식탁》(尚食)은 2022년 방송되었던 중국의 드라마이다.

## 줄거리
- 명 영락 19년, 요리에 일가견이 있는 요자금, 은자평, 소월화가 상식국 궁녀로 발탁되어 입궁한다. 요자금은 열심히 요리를 익히는 한편 황태손 주첨기와의 인연도 쌓아 나간다. 영락제가 붕어하고 태자 주고치가 등극하는 격변기 속에서 요자금의 과거사도 차츰 밝혀지는데...

## 등장 인물
- 쉬카이 - 선덕제 역
- 우진옌 - 요자금 역
- 왕일철 (王一哲) - 유일범 역
- 허루이셴 - 은자평 역
- 왕초연 - 소월화 역
- 왕염 (王艳) - 맹자운 역
- 장난 - 공양장황후 역
- 류민 (刘敏) - 장씨 역
- 장즈시 - 호선국 역
- 련련 (练练) - 왕요청 역
- 위룽광 - 영락제 역